# Lichtenau (Szászország)
Lichtenau település Németországban, azon belül Szászország tartományban. Lakosainak száma 6992 fő (2023. december 31.).

## Népesség
A település népességének változása:
| Lakosok száma | 7449 | 7114 | 7106 | 7032 | 7008 | 6992 |
|               | 2014 | 2017 | 2019 | 2021 | 2022 | 2023 |